# 지속가능낙농
지속가능낙농(Sustainable Dairying)은 기존 온실가스 배출 등 환경문제에 국한됐던 미래 낙농산업에 대한 비전을 사회, 경제, 환경적 측면까지 확장한 글로벌 낙농의 새로운 개념이다.

## 개념 및 목표
낙농부문이 우유 및 유제품의 생산, 가공, 소비에 이르는 전 과정을 통해 경제, 사회적으로 그 역할을 다함은 물론, 천연자원 및 지구환경 보존, 영양건강, 식품안전, 동물복지, 생물다양성에 기여하여 소비자가 만족하는 산업으로 거듭나며, 나아가 인류 전체의 복지향상과 발전에도 기여하는 것을 목표로 한다.

### 비전
건강한 젖소로부터 생산한 안전하고 영양이 풍부한 식품 제공

#### 3대 핵심 분야
- 환경문제 온실가스, 토양 양료, 폐기물, 폐수, 토양, 생물다양성
- 경제상황 시장발전 및 농업경제
- 사회적 측면 근로조건, 제품안전 및 품질, 동물보호

#### 세부추진과제
1. 온실가스배출 감소 모든 가치망에서 배출되는 온실 가스는 경제적으로 실행 가능한 방법을 통해 정량화 및 감소
2. 토양영양분 영양분은 토질을 유지하고
3. 동물관리 관심을 가지고 착유동물을 관리하여 배고픔, 갈증, 고통, 상처, 질병, 공포 및 두려움으로부터 자유롭고 동물 행동학의 일반 패턴과 가깝게 생활
4. 물 물 가용성 및 수질은 낙농가치망에서 책임지고 관리
5. 토양 토질 및 토양 유지는 최상의 생산성을 보장하기 위해 관리 및 강화
6. 생물다양성 직간접적 생물다양성 위해요소 및 기회를 인지하고 이를 유지 또는 강화
7. 시장개발 낙농산업 종사자들은 투명하고 효율적인 시장을 통해 경제적으로 실행 가능한 사업 운영
8. 농업경제 낙농산업은 농가 및 농촌의 회복력과 경제적 생존 능력을 위해 노력
9. 업무환경 낙농가치망에서 노동자들은 안전한 환경에서 일을 하고, 그들의 권리 존중 및 증진
10. 제품안전 및 품질 낙농공급망의 통합 및 투명성을 통해 유제품의 영양, 품질 및 안전을 보장, 보호
11. 폐기물 폐기물 배출량은 재사용 또는 재활용을 통해 최소화

## 지속가능낙농 개념형성 과정

### 글로벌 낙농 행동지침 발족
2006년 유엔식량농업기구(FAO)는 축산업이 환경에 미치는 영향을 분석한 “축산업의 긴 그림자” 보고서를 제출하였다. 이 보고서는 낙농으로 1년에 대략 31억 톤의 이산화탄소가 만들어지고 있으며, 반추동물의 되새김질로 인해 발생하는 가스 중 51~67%가 메탄가스라고 보고했다. 이산화탄소와 메탄가스는 지구 온난화의 주범으로 지적되고 있어 이 보고서는 낙농업에 의한 환경오염 문제를 뜨거운 이슈로 만들었다.
이에 따라, 2009년 세계 낙농업계는 주요국의 낙농 및 유가공 관련단체가 참여하는 글로벌낙농행동지침이라는 기구를 발족하여, 낙농부문의 환경문제 해결을 위해 적극적으로 대응하기 시작했다. 글로벌낙농행동지침은 원유생산 및 가공 시 발생하는 온실가스 산출을 위한 방법론 개발을 비롯해 ‘녹서(Green Paper)' 발간, 홈페이지 구축 등 300개가 넘는 다양한 활동으로 온실가스배출을 감소시키기 위해 노력해 오고 있다. 그런데, 이러한 사업을 추진하는 과정에서 세계낙농업계는 온실가스배출 외에도 낙농산업이 직면하고 있는 더 많은 문제들을 인지하게 되었고, 향후 낙농산업을 지속적으로 발전시켜 나갈 수 있는 방안이 필요하다는 것을 깨달았다.

### 지속가능낙농 개념 정립
이러한 결과로 글로벌낙농행동지침은 2013년 일본 요코하마 총회에서 지속가능낙농의 개념을 발표하게 된다. 지속가능낙농은 기존의 온실가스 배출 등 환경문제에 국한됐던 미래 낙농산업에 대한 비전을 사회, 경제, 환경적 측면까지 확장한 개념이다. 즉, 낙농가치의 지속가능성 확보를 통해 전 세계 소비자에게 경제적으로 실행 가능하고, 친환경적이며, 사회적으로 책임감 있는 영양가 풍부한 유제품을 제공하는 것을 목표로 한다. 또한, 지속가능낙농은 빈곤, 질병 등 인류의 보편적 문제와 환경문제, 경제, 사회적 문제 해결을 위한 UN의 지속가능발전목표(SDGs, 2016~2030)를 실현하기 위해 낙농부문의 지속가능성 확대 노력이 기여하도록 설계되었다.

## UN의 지속가능발전목표(SDGs)와 지속가능낙농
세계낙농업계는 UN의 글로벌 프로젝트인 지속가능개발목표에 부합하는 방향으로 낙농부문의 지속가능한 발전을 위해 노력하고 있다.
지속가능발전목표(SDGs)는 인류의 지속가능한 번영과 발전을 위해 UN이 2016년부터 2030년까지 추진하는 국제사회의 최대 공동목표로 3가지 분야에서 17가지 주목표와 169가지의 세부목표로 이루어져 있다.
- 인류의 보편적 문제 : 빈곤, 질병, 교육, 성평등, 난민, 분쟁 해결
- 지구환경문제 기후변화 : 에너지, 환경오염, 물, 생물다양성
- 경제․사회문제 : 기술, 주거, 노사, 고용, 생산 소비, 법, 대내외 경제

- 목표 1 (빈곤종식), 목표 8 (좋은 업무 및 경제적 성장), 목표 10 (불평등 감소) : 직간접적으로 세계 1억 5천만 농가의 삶 지원, 양질의 일자리 창출과 고용을 보장하고 불평등 해소에 기여
- 목표 2 (굶주림 종결), 목표 3 (건강과 웰빙) : 우유 및 유제품을 통해 에너지, 단백질 및 미량영양소 제공에 중요한 역할, 투자를 통해 낙농산업이 공공보건에 미치는 부정적인 영향 감소를 위해 노력
- 목표 5 (성평등) : 여성들 또한 낙농산업에서 중요한 역할
- 목표 12 (책임 있는 소비 및 생산) : 효율적으로 시행 가능한 다양한 우수업무사례 제공을 통해 지속가능한 소비 및 생산 패턴 촉진
- 목표 6 (깨끗한 물과 위생), 목표 13 (기후변화), 목표 15 (육지생물) : 기후변화에 맞서 생물다양성을 포함한 육지 생태계 보호 및 복원 그리고 지속가능한 물과 위생관리를 위해 노력
- 목표 17 (목표 달성을 위한 파트너쉽) : 다양한 산업관계자 간 통합적인 업무 접근방법을 통해 지속가능한 투자 유치 및 정책 수립